# Aucklandella
Aucklandella is een insectengeslacht dat behoort tot de orde vliesvleugeligen (Hymenoptera) en de familie van de gewone sluipwespen (Ichneumonidae).
De wetenschappelijke naam is voor het eerst geldig gepubliceerd in 1909 door Peter Cameron.
Cameron noemde het nieuwe geslacht naar Auckland Island, het grootste van de Aucklandeilanden. Hij rekende twee, mogelijk drie nieuwe soorten tot dit geslacht, aan de hand van drie specimens die daar waren verzameld in Carnley Harbor door George Vernon Hudson op een wetenschappelijke expeditie van de Canterbury Philosophical Society naar de Aucklandeilanden in 1907. Die soorten waren:
- Aucklandella flavomaculata (lengte: 9 mm)
- Aucklandella nigromaculata (lengte: 5 mm)
- Aucklandella (?) flavolineata (lengte 6 mm) – Cameron maakte hier voorbehoud; hij beschikte over een mannelijk specimen, en dat kon ook het mannetje zijn van een van de vorige soorten (waarvan enkel een  vrouwtje beschikbaar was).

De laatste twee soortnamen worden niet meer als geldig erkend. De erkende soortnamen zijn:
- Aucklandella conspirata (Smith, 1876)
- Aucklandella flavomaculata Cameron, 1909
- Aucklandella geiri (Dalla Torre, 1902)
- Aucklandella hudsoni (Cameron, 1901)
- Aucklandella machimia (Cameron, 1898)
- Aucklandella minuta (Ashmead, 1890)
- Aucklandella novazealandica (Cameron, 1898)
- Aucklandella pyrastis (Cameron, 1901)
- Aucklandella thyellma (Cameron, 1898)
- Aucklandella ursula (Cameron, 1898)
- Aucklandella utetes (Cameron, 1898)
- Aucklandella wellingtoni (Cameron, 1901).

Het geslacht is endemisch in Nieuw-Zeeland.